# Vosselaar
Vosselaar es una localidad y municipio de la provincia de Amberes en Bélgica. Sus municipios vecinos son Beerse, Kasterlee, Lille y Turnhout. Tiene una superficie de 11,8 km² y una población en 2018 de 11.159 habitantes, siendo los habitantes en edad laboral el 64% de la población.

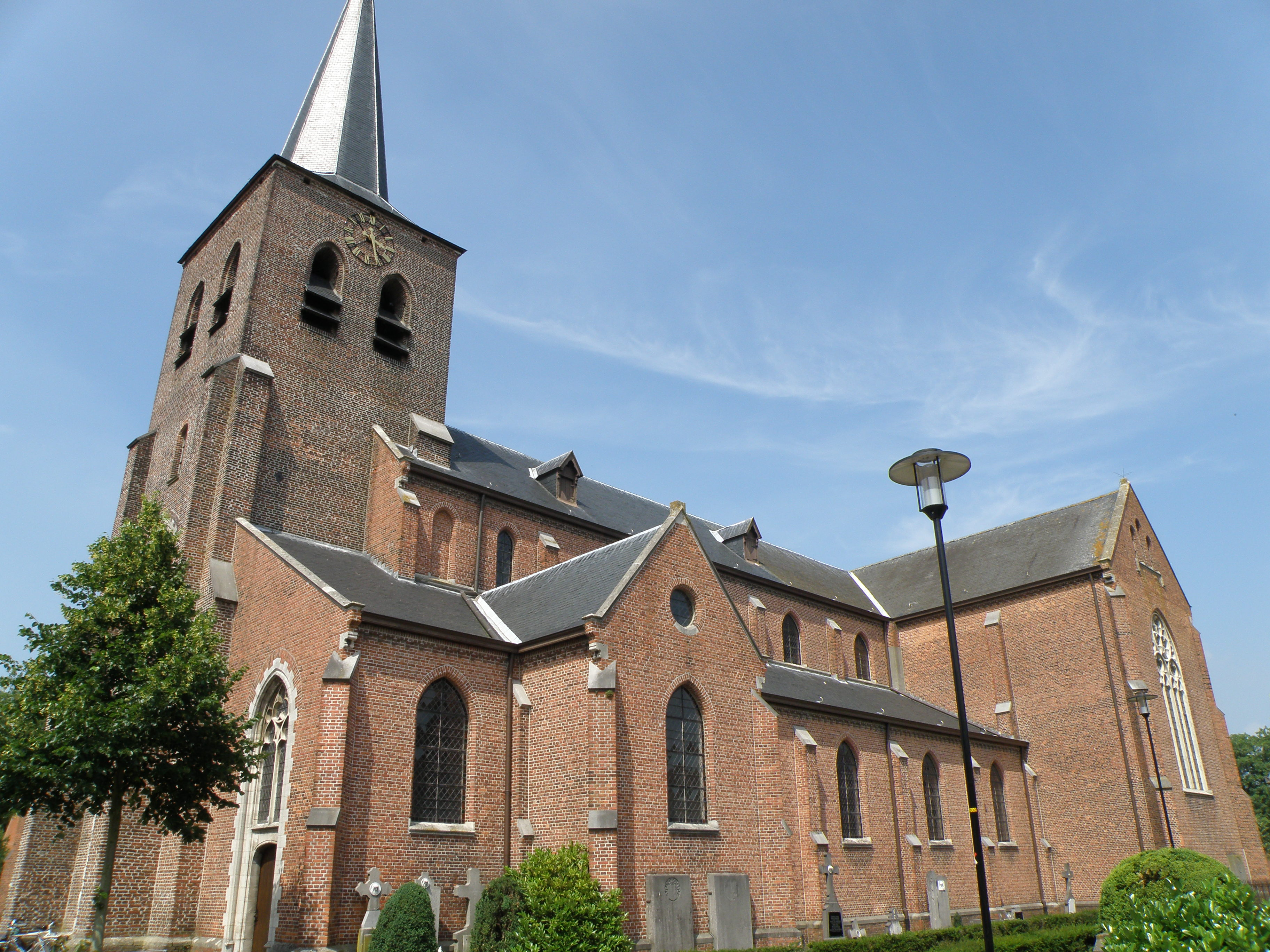
Iglesia de Vosselaar.

El municipio contiene la única localidad de Vosselaar, con tres barrios o parroquias: Heieinde, Vosselaar Dorp y 'T Looy. El barrio de 'T Looy es una zona residencial de lujo en el bosque con una gran variedad de grandes villas y terrenos, donde se ha establecido un gran número de holandeses, no sólo porque Vosselaar está cerca de la frontera neerlandesa, sino también porque estos están huyendo de los altos impuestos y las estrictas normas de construcción en los Países Bajos.

## Demografía

### Evolución
Todos los datos históricos relativos al actual municipio, el siguiente gráfico refleja su evolución demográfica, incluyendo municipios después de efectuada la fusión el 1 de enero de 1977.
| Gráfica de evolución demográfica de Vosselaar entre 1846 y 2020 |
|                                                                 |

## Personas notables de Vosselaar
- Karel Kaers, ciclista.
- Joseph Jacobs, ciclista.
- Paul Janssen, científico.